# Sometimes
Sometimes – pierwszy singel brytyjskiego duetu Erasure z drugiego albumu studyjnego The Circus.

## Lista utworów
EBX1.4 
1. Sometimes
2. Sexuality
3. Sometimes – 12" Mix
4. Sexuality – 12" Mix
5. Say What – Remix
6. Sometimes – Shiver Mix
7. Sexuality – Private Mix
8. Senseless – Remix